# Юргамиська селищна рада
Юргами́ська селищна рада (рос. Юргамышский поселковый совет) — міське поселення у складі Юргамиського району Курганської області Росії.
Адміністративний центр — селище міського типу Юргамиш.
Населення міського поселення становить 8957 осіб (2017; 9163 у 2010, 9636 у 2002).

## Склад
До складу міського поселення входять:
| Населений пункт               | Населення, осіб (2002) | Населення, осіб (2010) |
| ----------------------------- | ---------------------- | ---------------------- |
| Ільїнка, присілок             | 88                     | 73                     |
| Нива, селище                  | 59                     | 49                     |
| Новий Мир, селище             | 1401                   | 1325                   |
| Перм'яковка, присілок         | 144                    | 100                    |
| Юргамиш, селище міського типу | 7944                   | 7616                   |